# Arnaud Devos
Arnaud Devos est un percussionniste et claviériste français.
Il fut le premier batteur/percussionniste à collaborer avec le groupe Indochine (dont les rythmiques reposaient jusque-là uniquement sur des boîtes à rythmes), de 1985 à 1986 ou 1988, avant que Jean-My Truong en devienne le batteur.
Il a par ailleurs collaboré avec le guitariste Pierrejean Gaucher au sein de son groupe de jazz/rock Abus Dangereux, ainsi qu'avec les chanteurs Francis Cabrel, Jacques Dutronc, Alain Bashung, Raphael, Dominique A, Juliette Gréco.